# Championnat de Corée du Nord de hockey sur glace
Le Championnat de Corée du Nord de hockey sur glace est le meilleur niveau de hockey sur glace en Corée du Nord, il y a 7 équipes dans la ligue.

## Équipes
- Pyongchol Pyongyang
- Pyongyang
- Susan Pyongyang
- Kimchol
- Ryanggang Kaesong
- Jagang Kanggye
- Nampo Sport Center

## Palmarès
- 2015-2017: unknown
- 2014: Pyongchol Pyongyang
- 2013: Pyongchol Pyongyang
- 2012: unknown
- 2011: Pyongchol Pyongyang[1]
- 2010: Pyongchol Pyongyang[2]
- 2009: Pyongyang
- 2008: Pyongyang
- 2007: Pyongchol Pyongyang
- 2006: Pyongchol Pyongyang
- 2005: Pyongyang
- 2004: Pyongchol Pyongyang
- 2003: Pyongchol Pyongyang
- 2002: unknown
- 2001: Pyongchol Pyongyang
- 2000: unknown
- 1999: Susan Pyongyang
- 1998: Pyongchol Pyongyang
- 1997: Pyongchol Pyongyang
- 1996: Amnokgang Pyongyang
- 1995: Amnokgang Pyongyang
- 1994: Amnokgang Pyongyang
- 1993: Pyongyang
- 1992: Pyongyang
- 1991: Pyongyang
- 1990: Pyongyang
- 1989: 25 April Pyongyang
- 1988: Pyongyang Hockey
- 1987: Pyongyang
- 1986: Pyongyang
- 1985: Pyongyang
- 1984: Amnokgang Pyongyang
- 1983: Amnokgang Pyongyang
- 1982: Amnokgang Pyongyang
- 1981: Amnokgang Pyongyang
- 1980: Pyongyang
- 1979: Pyongyang
- 1978: Pyongyang
- 1977: Pyongyang
- 1976: Pyongyang
- 1975: Changang Kangye
- 1974: Pyongyang
- 1973: Pyongyang
- 1972: Pyongyang
- 1971: Pyongyang
- 1970: Changang Kangye
- 1969: Pyongyang
- 1968: Pyongyang
- 1967: Pyongyang
- 1966: Changang Kangye
- 1965: Pyongyang
- 1964: Pyongyang
- 1963: Pyongyang
- 1956-1962: unknown